# Charles Honoré d’Albert

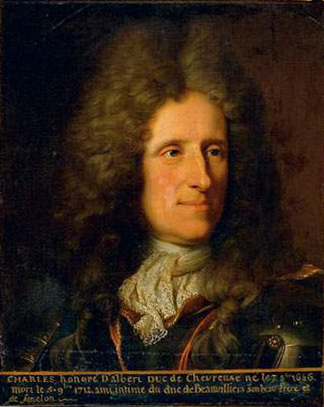
Charles Honoré d’Albert

Charles Honoré d’Albert, Herzog von Luynes (* 7. Oktober 1646 in Paris; † 5. November 1712 ebenda)  Herzog von Chevreuse und Herzog von Luynes, Gouverneur von Guyenne (Aquitanien) war ein Spross des französischen Hochadels, Vertrauter und Berater des französischen Königs Ludwig XIV.
1667 heiratete er Jeanne-Marie, die zweite Tochter von Jean-Baptiste Colbert. Er war u. a. befreundet mit dem Erzbischof und Schriftsteller François Fénelon und Paul de Beauvilliers.